# Asinan (Bawen)
Asinan is een bestuurslaag in het regentschap Semarang van de provincie Midden-Java, Indonesië. Asinan telt 4042 inwoners (volkstelling 2010).